# Монтемерло (Монца и Бријанца)
Монтемерло је насеље у Италији у округу Монца и Бријанца, региону Ломбардија.
Према процени из 2011. у насељу је живело 212 становника. Насеље се налази на надморској висини од 271 м.